# Y Combinator
Y Combinator è un acceleratore di startup statunitense creato nel marzo 2005. Y Combinator ha dato vita a molte startup di successo ed è considerato uno dei migliori acceleratori negli Stati Uniti.
Ha dato sostegno a più di 2.000 società, incluse Stripe, Airbnb, Cruise Automation, DoorDash, Coinbase, Instacart, Dropbox, Twitch, e Reddit. La valutazione combinata delle principali società YC era di oltre 155 miliardi di dollari a ottobre 2019. L'acceleratore di aziende è situato presso Mountain View, California.

## Storia

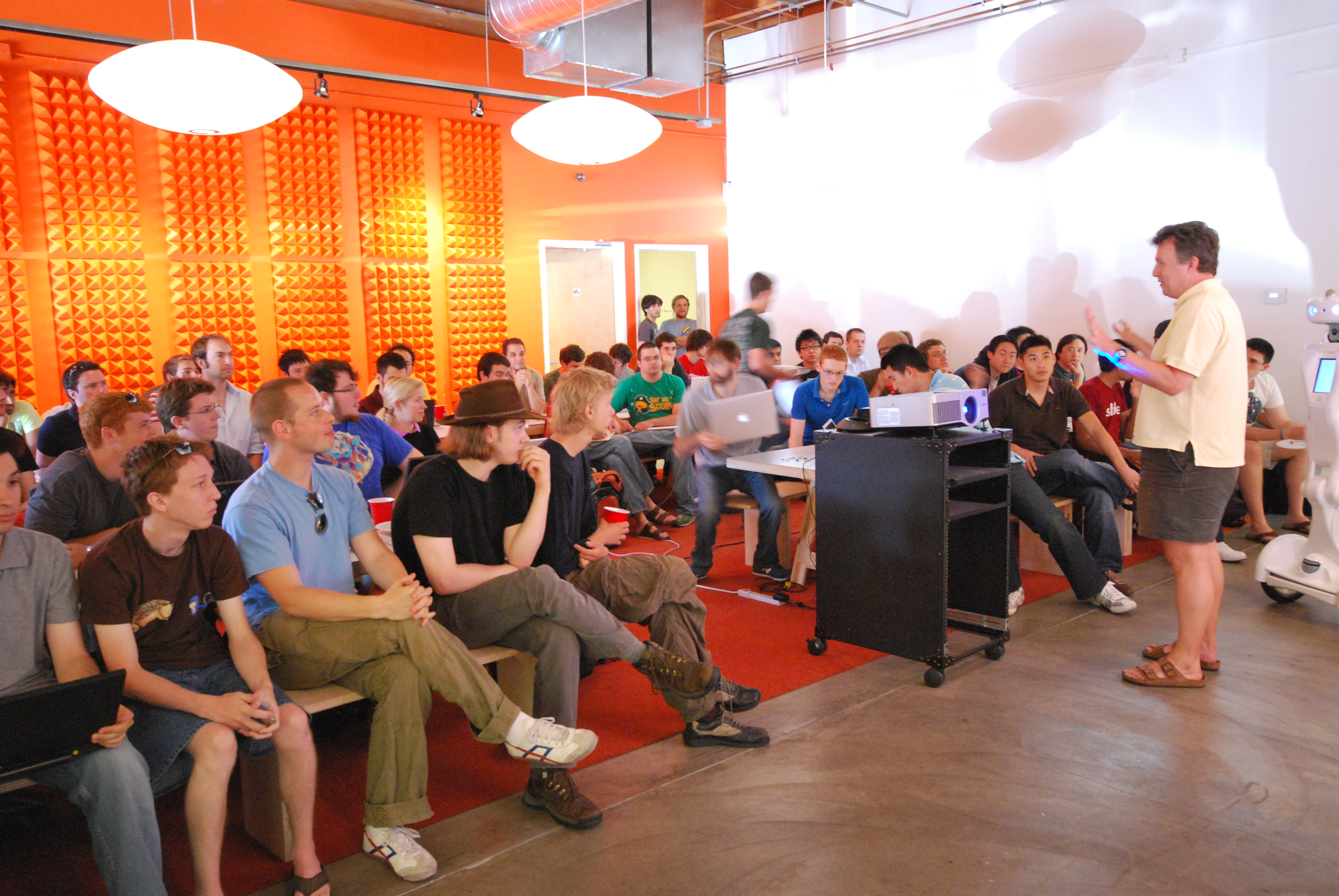
Paul Graham parla del Prototype Day all'Y Combinator Summer 2009

Y Combinator è stata fondata nel 2005 da Paul Graham, Jessica Livingston, Trevor Blackwell e Robert Tappan Morris.
Dal 2005 al 2008, un programma si è tenuto a Cambridge e uno a Mountain View. Poiché Y Combinator è cresciuto fino a 40 investimenti all'anno, l'esecuzione di due programmi è diventata troppo. Nel gennaio 2009, Y Combinator ha annunciato che il programma Cambridge sarebbe stato chiuso e tutti i programmi futuri si sarebbero svolti nella Silicon Valley.
Nel 2009, Sequoia Capital ha condotto il round di investimento da $ 2 milioni in Y Combinator per consentire loro d'investire in circa 60 società all'anno. L'anno successivo, Sequoia ha condotto un round di finanziamento di 8,25 milioni di dollari per Y Combinator per aumentare ulteriormente il numero di startup che l'azienda potrebbe finanziare.